# Пограничный пёс Алый
«Пограничный пёс Алый» — советский художественный фильм по рассказу Юрия Коваля «Алый».

## Сюжет
Лёша Кошкин очень хотел служить на границе и получить себе служебную собаку. Мечта сбылась: он попал в учебку, где ему достался замечательный пёс — восточноевропейская овчарка, которому нужно было дать кличку на букву «А». Кошкин назвал пса Алый (за цвет языка), и началась для них настоящая военная служба на пограничной заставе, во время которой Алый спас жизнь своего хозяина…

## В ролях
| Актёр               | Роль                       |
| ------------------- | -------------------------- |
| Владимир Дубровский | Лёша Кошкин                |
| Василий Куприянов   | Бараболько                 |
| Виктор Косых        | капитан Елисеев            |
| Владимир Герасимов  | Маслаков                   |
| Александр Казаков   | прапорщик Николай Бубенцов |
| Артур Нищёнкин      | прапорщик в учебке         |
| Яна Друзь           | жена начальника заставы    |
| Нартай Бегалин      | нарушитель границы         |
| Игорь Косухин       | нарушитель границы         |
| Александр Куренной  | эпизод                     |
| Александр Силин     | эпизод                     |

В роли пса Алого снимался абсолютный чемпион Всесоюзного соревнования служебных собак — пёс Брут.

## Съёмочная группа
- Автор сценария: Владимир Голованов
- Режиссёр-постановщик: Юлий Файт
- Оператор-постановщик: Александр Масс
- Композитор: Шандор Каллош
- Автор песен: Юрий Коваль
- Художник-постановщик: Александр Вагичев
- Режиссёр: Э. Лукшайтис
- Операторы: Б. Датнов, Р. Мусатов
- Звукооператор: Е. Терехов
- Художник по костюмам: Э. Малая
- Художник-гримёр: В. Захарченко
- Монтажёр: Е. Заболоцкая
- Редактор: В. Кибальникова
- Мастер по свету: Ю. Кириллов
- Ассистенты режиссёра: А. Колосов, Н. Сорокоумова
- Ассистент оператора: В. Меньшиков
- Дрессировщик: владелец собаки Михаил Палей
- Главный консультант: генерал-майор П. А. Иванчишин
- Консультант: полковник А. А. Карчмит
- Директор: Георгий Федянин

## Технические данные
- Цветной, звуковой (mono)

## Интересные факты
- Съёмки проходили в частях Краснознамённого Среднеазиатского пограничного округа.
- В съёмках участвовали пограничники 71-го Бахарденского пограничного отряда, межокружной школы служебного собаководства в Душанбе, авиаторы 23-й Душанбинской авиаэскадрильи авиации ПВ КГБ СССР.
- Основная часть съёмок шла на 18-й пограничной заставе «Гаудан» Бахарденского отряда, рядом с заставой расположены развалины одного из старейших пограничных постов России в Средней Азии.